# Tony Zeno
Anthony Michael Zeno, detto Tony (New Orleans, 1º ottobre 1957), è un ex cestista statunitense, professionista nella NBA, in Italia, Israele e Francia.

## Carriera
Ala di 203 cm per 95 kg, ha studiato all'Arizona State University ed è stato scelto dagli Indiana Pacers al secondo giro del draft NBA 1979.
In Serie A italiana ha vestito le maglie di Rieti, Brindisi e Pescara e ha segnato un totale di 4817 punti.